# Paracryphia
Genre
Espèce
Classification APG III (2009)
Paracryphia est un arbuste présent en Asie du Sud-Est.

## Liste d'espèces
Selon NCBI (26 Jul 2010) :
- genre Paracryphia
  - Paracryphia alticola

Auquel il faut peut-être ajouter:
- Paracryphia suaveolens Baker f.

### GenresParacryphia
- (en) NCBI : Paracryphia (taxons inclus)
- (en) GRIN : genre Paracryphia  Baker f.  (+liste d'espèces contenant des synonymes)

### EspèceParacryphia alticola
- (en) Tree of Life Web Project : Paracryphia alticola
- (en) NCBI : Paracryphia alticola (taxons inclus)
- (en) GRIN : espèce Paracryphia alticola  (Schltr.) Steenis